# گروسبتلینگن
گروسبتلینگن (به آلمانی: Großbettlingen) یک شهر در آلمان است که در ااسلینگن واقع شده‌است. گروسبتلینگن ۴٬۰۹۲ نفر جمعیت دارد.